# Ихламур
Павільйон Ихламу́р (тур. Ihlamur Kasrı) — колишня літня резиденція султанів Османської імперії. Палац розташований у Стамбулі, в долині між районами Бешикташ і Нішанташи.

## Історія
Побудований у 1849—1855 роках придворним архітектором Нікогосом Бальяном за наказом султана Абдул-Меджида. Палацовий комплекс складається із двох будівель: парадної, або церемоніальної (тур. Merasim Köşkü, Мерас) й особистих покоїв, або гаремного (тур. Maiyet Köşkü, Маєт). Увесь комплекс займає територію у 25 га.
Мерас є головною будівлею комплексу. Це одноповерхова споруда на високому цоколі з чудовими парадними сходами та двома лоджіями обабіч, побудована з тесаного каменю, прикрашена різьбленням і обробкою в бароковому стилі. Внутрішнє оздоблення витримане в європейському дусі: облицьований порцеляновою плитою камін, розписана панорамами стеля, кришталеві люстри, європейські меблі, турецькі килими та вази. Палац використовувався султанами для прийому важливих гостей з-за кордону.
Маєт влаштований скромніше. Це також одноповерхова будівля на високому цоколі з парадними сходами, прикрашеними різьбленням. У будівлі чотири кімнати, розташовані в кутах. Оздоблення витримано у східному стилі. Особняк використовувався як особисті покої султана, для його близьких друзів, і гарему.

## Будівництво
До будівництва палацового комплексу тут були інші будівлі: садиба Хусейна-ефенді, садиби султанів Ахмеда III, Абдул-Хаміда I і Селіма III — всі побудовані в XVIII столітті. Їх знесли при будівництві палаців султана Абдул-Меджида. На території комплексу ще до його будівництва був заладений сад. За султана Абдул-Азіза в саду проводилися змагання з традиційної боротьби (гюлеш), у яких нерідко брав участь і сам султан, а також проводилися півнячі та баранячі бої.

## Сучасний статус
Нині територія комплексу огороджена високими стінами. Після утворення Турецької Республіки палаци були перетворені в музеї: Маєт в Музей історичних особняків, а Мерас в Музей епохи Танзимат. Обидва палаци повністю відреставровані в 1980-х. У 1987 палацовий комплекс знову був відкритий для публіки.

## Галерея

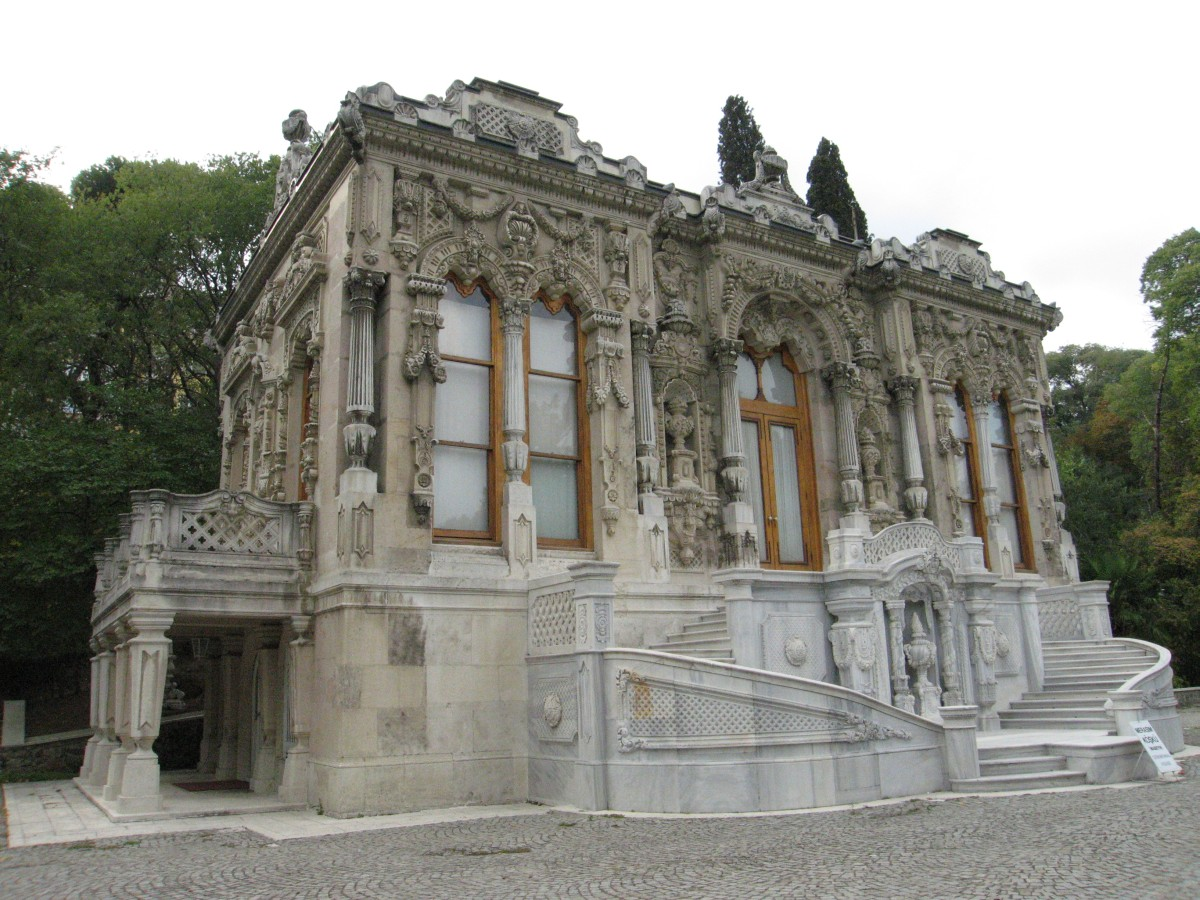
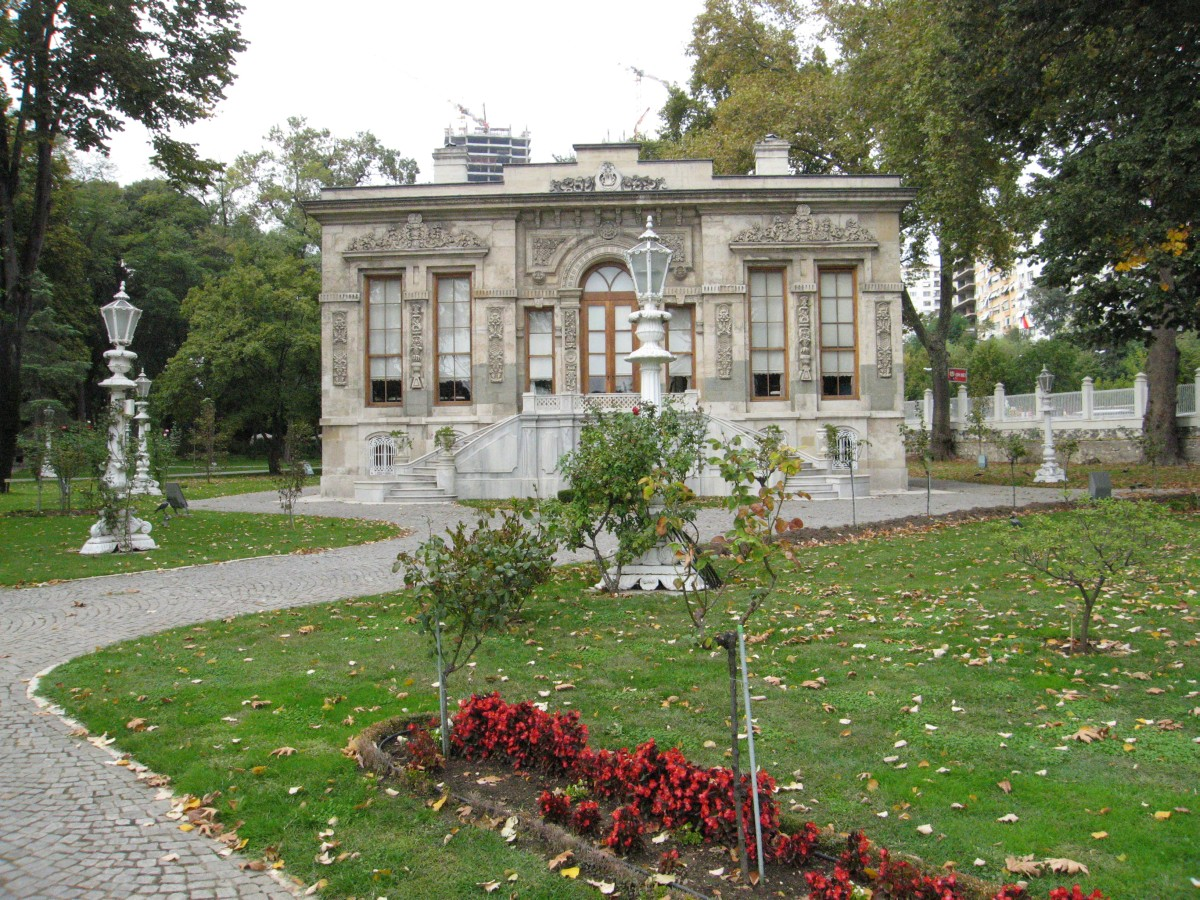
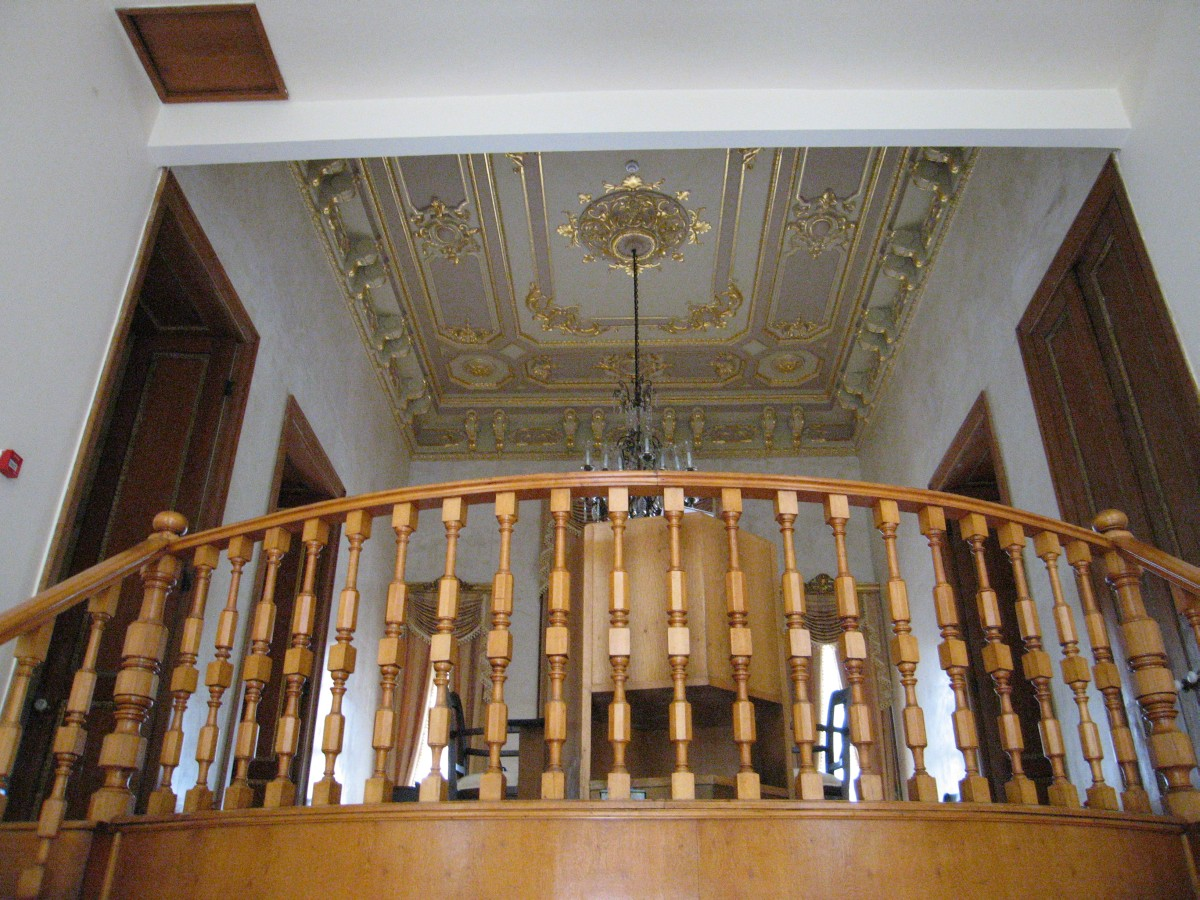
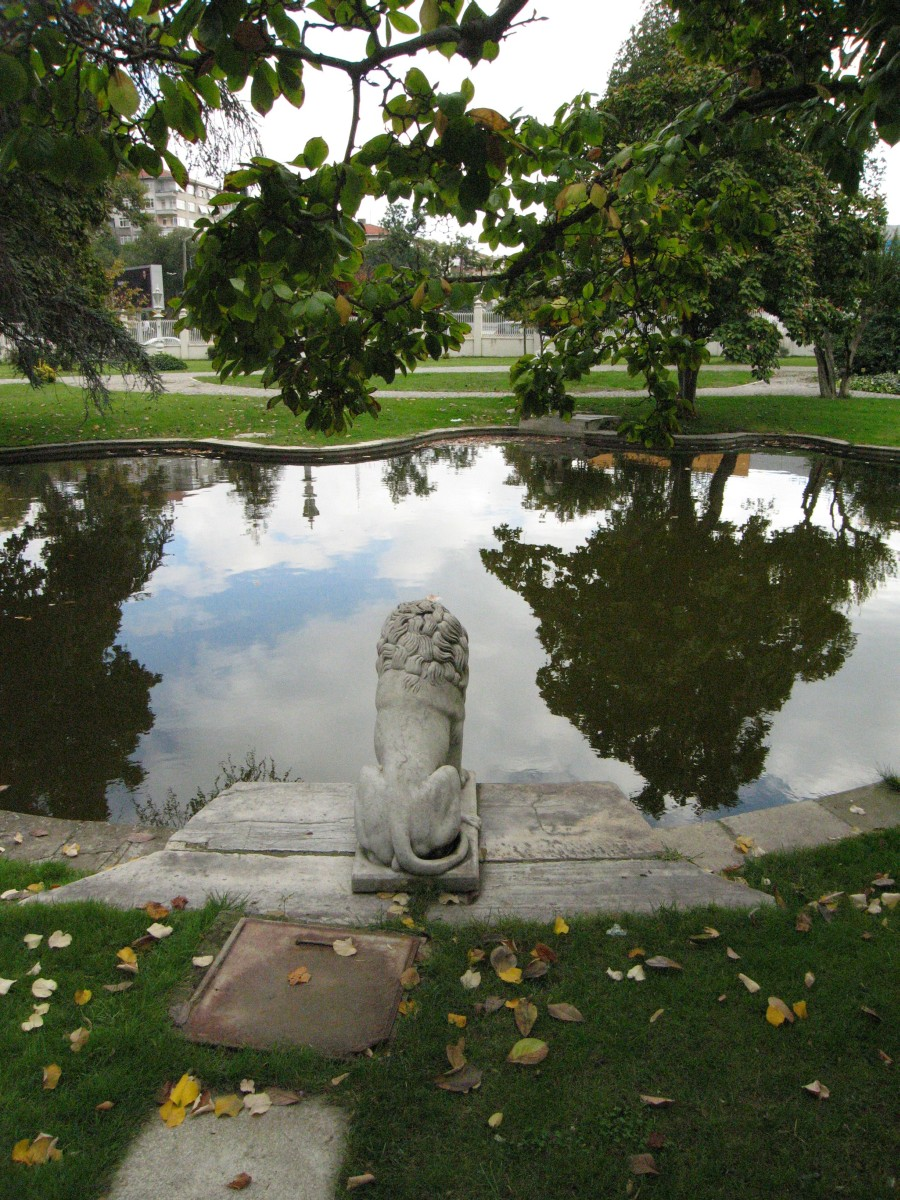
Палацовий сад
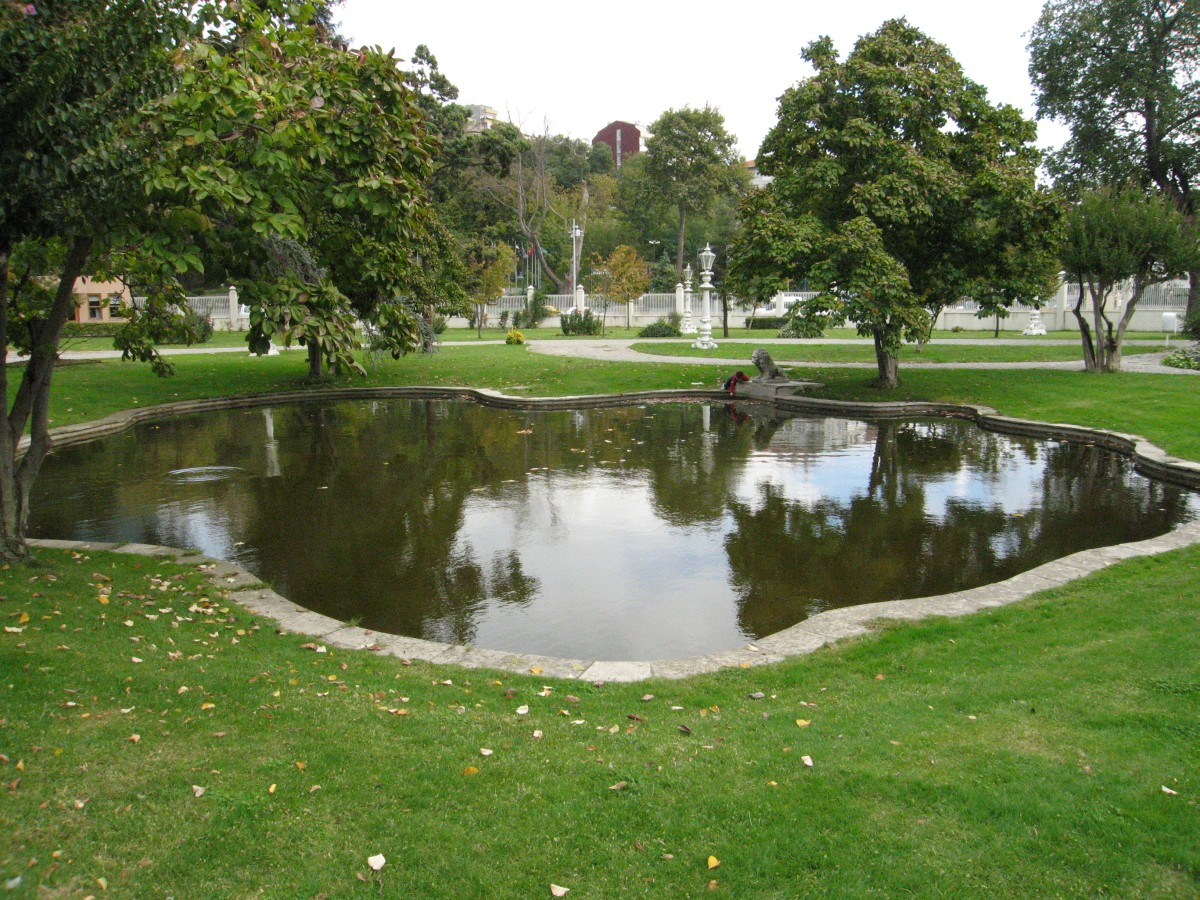
Палацовий сад